# 野村昊
野村 昊（のむら ひろし、1897年 - 1984年）は、日本の撮影技師である。松竹キネマ（現在の松竹）を代表する映画カメラマンである。

## 人物・来歴
1897年（明治30年）に愛知県名古屋市に生まれる。愛知一中（現・愛知県立旭丘高等学校）卒業後、麹町の東條會舘写真館に就職し、3年間写真術を学ぶ。日活向島撮影所で少し助手をやった後、満23歳を迎える1920年（大正9年）、水谷文二郎とともに同年設立された松竹キネマに入社、松竹蒲田撮影所に入社する。
同年、松竹映画第一作『島の女』で、ヘンリー・小谷監督のただ一人の撮影助手を務める。小谷に一番気に入られたのが野村で、3年間の写真館勤務の経験が役に立ち、現像の知識では野村の方が小谷より上だったのではという説もある。小谷は野村の師匠である。1921年（大正10年）2月28日に公開された関根達発主演、田中欽之監督の『親なき娘』でデビューした。同年の田中欽之・近藤伊与吉共同監督による『極光の彼方へ』は、同撮影所の後輩技師・三浦光雄が「豊麗な画調」と評した。
1936年（昭和11年）、撮影所の大船移転に際し、松竹大船撮影所に異動した。大船第1作は清水宏監督の『感情山脈』である。トーキー以降は、佐々木康の専属カメラマン化した。1942年（昭和17年）には、佐々木とともに満洲映画協会に赴き、李香蘭（のちの山口淑子）を主演に『迎春花』の撮影を行っている。
1946年（昭和21年）、大船撮影所を退社、満50歳を目前に映画界から引退した。 
1984年（昭和59年）、死去した。満86-87歳没（享年88）。

## おもなフィルモグラフィ
- 『親なき娘』 : 監督田中欽之、1921年 - デビュー作
- 『極光の彼方へ』 : 監督田中欽之・近藤伊与吉、1921年
- 『小羊』 : 監督賀古残夢、1923年
- 『魔道』 : 監督斎藤寅次郎、1927年 - 小原譲治と共同
- 『突貫小僧』 : 監督小津安二郎、1929年
- 『東京の英雄』 : 監督清水宏、1935年
- 『感情山脈』 : 監督清水宏、1936年
- 『純情二重奏 前篇』 : 監督佐々木康、1939年 - 寺尾清と共同
- 『純情二重奏 後篇』 : 監督佐々木康、1939年 - 寺尾清と共同
- 『征戦愛馬譜 暁に祈る』 : 監督佐々木康、1940年
- 『迎春花』 : 監督佐々木康、1942年 - 満洲映画協会製作
- 『高原の月』 : 監督佐々木啓祐、監督応援佐々木康、撮影渡辺健次、1942年 - 斎藤正夫と共同で撮影応援

## 註
1. 1 2 3 4 5 6 7 8 9 10 11 12  シリーズ・日本の撮影監督 2、東京国立近代美術館フィルムセンター、2010年3月1日閲覧。
2. 1 2 3 4 5 6 7 8 9 10  升本喜年「〈短期集中連載〉 大船50周年企画 松竹映画90年の旅2 空に描く白日のゆめ―人物・蒲田映画小史ー」『キネマ旬報』1986年6月下旬号、キネマ旬報社、99-103頁。
3. 1 2 3  野村昊、日本映画データベース、2010年3月1日閲覧。
4. ↑  迎春花、日本映画データベース、2010年3月1日閲覧。